# Тихонов, Тихон Иванович
Тихон Иванович Ти́хонов (1875, Шацк — 1932, Томск) — русский советский инженер-механик, профессор на кафедре механической технологии металлов Томского технологического института (ныне — Томский политехнический университет).

## Биография
Родился 17 июня (29 июня по новому стилю) 1875 года в городе Шацке.
В 1895 году окончил Моршанское реальное училище.
В 1900 году окончил институт со званием инженера-технолога по двум специальностям: фабрично-заводской и электротехнической. За отличные успехи в учёбе его фамилия была занесена на мраморную доску института.
С 1 августа 1900 года назначен штатным преподавателем во вновь открываемый Томский технологический институт, преподавал математику, начертательную геометрию, теоретическую механику, черчение.
Стоял у истоков машиностроительного факультета ТПУ. Основоположник томской школы инженеров-механиков и один из основоположников науки о резании металлов. Главное детище Тихонова — механические мастерские ТТИ, послужившие основой для создания завода «Металлист» (ныне ТЭМЗ им. В. В. Вахрушева). Научные разработки Тихонова по механической технологии были первыми в Сибирском регионе. Многие идеи ученого развили в своих трудах его ученики: И. Н. Бутаков, Ю. В. Грдина, А. Н. Добровидов, А. М. Розенберг и др.
По гражданскому ведомству дослужился до чина статского советника.
Умер 10 сентября 1932 года в Томске. Похоронен на Южном кладбище города.
Был награждён орденами Св. Анны 3 степени (1905), Св. Станислава 2 степени и медалью «В память 300-летия царствования Дома Романовых».

## Ученики
- Грдина, Юрий Вячеславович
- Розенберг, Александр Минеевич
- Шамовский, Илья Хононович